# Ciclismo nos Jogos Pan-Americanos de 2007 - BMX masculino
A competição de BMX masculino foi um dos eventos do ciclismo nos Jogos Pan-Americanos de 2007, no Rio de Janeiro. A prova foi disputada no Morro do Outeiro em 15 de julho as 09h00 (UTC-3) com 17 ciclistas de 11 países.

## Medalhistas
| Ouro   | USA Jason Richardson |
| Prata  | VEN Jonathan Suárez  |
| Bronze | VEN José Primera     |

## Resultados

### Qualificatória
| 1 | Cristian Becerine | ARG Argentina | Q |
| 2 | Gonzalo Ureta     | CHI Chile     | Q |
| 3 | José Primera      | VEN Venezuela | Q |
| 4 | Hudson Souza      | BRA Brasil    | Q |
| 5 | Santiago Endara   | ECU Equador   |   |
| 6 | Guillermo Orozco  | MEX México    |   |

| 1 | Jonathan Suárez  | VEN Venezuela      | Q |
| 2 | Jason Richardson | USA Estados Unidos | Q |
| 3 | Ramiro Mariño    | ARG Argentina      | Q |
| 4 | Augusto Castro   | COL Colômbia       | Q |
| 5 | Felipe Faúndez   | CHI Chile          |   |
| 6 | Daniel Roura     | ECU Equador        |   |

| 1 | Andrés Jiménez | COL Colômbia  | Q |
| 2 | Mauro Aquino   | BRA Brasil    | Q |
| 3 | José Reyes     | ARU Aruba     | Q |
| 4 | Diego Carvallo | BOL Bolívia   | Q |
| 5 | Hugo Martínez  | GUA Guatemala |   |

### Semifinais
| Bateria 1 | Bateria 1         | Bateria 1          | Bateria 1 | Bateria 1 | Bateria 1 |
| Pos.      | Ciclista          | CON                | Tempo     | Qual.     |           |
| --------- | ----------------- | ------------------ | --------- | --------- | --------- |
| 1         | Cristian Becerine | ARG Argentina      | 34s465    | Q         |           |
| 2         | Jonathan Suárez   | VEN Venezuela      | 34s565    | Q         |           |
| 3         | Jason Richardson  | USA Estados Unidos | 34s730    | Q         |           |
| 4         | José Primera      | VEN Venezuela      | 34s929    | Q         |           |
| 5         | Gonzalo Ureta     | CHI Chile          | 35s451    |           |           |
| 6         | Hudson Souza      | BRA Brasil         | 1m00s223  |           |           |

| Bateria 2 | Bateria 2      | Bateria 2     | Bateria 2 | Bateria 2 | Bateria 2 |
| Pos.      | Ciclista       | CON           | Tempo     | Qual.     |           |
| --------- | -------------- | ------------- | --------- | --------- | --------- |
| 1         | Ramiro Mariño  | ARG Argentina | 34s792    | Q         |           |
| 2         | Augusto Castro | COL Colômbia  | 34s923    | Q         |           |
| 3         | Mauro Aquino   | BRA Brasil    | 34s943    | Q         |           |
| 4         | Andrés Jiménez | COL Colômbia  | 36s081    | Q         |           |
| 5         | José Reyes     | ARU Aruba     | 40s544    |           |           |
| 6         | Diego Carvallo | BOL Bolívia   | 52s774    |           |           |

### Final
| Pos.              | Ciclista          | CON                | Tempo  | Diferença |
| ----------------- | ----------------- | ------------------ | ------ | --------- |
| Medalha de ouro   | Jason Richardson  | USA Estados Unidos | 33s714 |           |
| Medalha de prata  | Jonathan Suárez   | VEN Venezuela      | 33s932 | +0s218    |
| Medalha de bronze | José Primera      | VEN Venezuela      | 34s976 | +1s262    |
| 4                 | Augusto Castro    | COL Colômbia       | 36s215 | +2s501    |
| 5                 | Andrés Jiménez    | COL Colômbia       | 37s649 | +3s935    |
| 6                 | Mauro Aquino      | BRA Brasil         | 39s061 | +5s347    |
| 7                 | Cristian Becerine | ARG Argentina      | 54s470 | +20s756   |
| —                 | Ramiro Mariño     | ARG Argentina      | DNF    |           |